# Allopachria beeri
Allopachria beeri är en skalbaggsart som beskrevs av Wewalka 2000. Allopachria beeri ingår i släktet Allopachria och familjen dykare. Inga underarter finns listade i Catalogue of Life.